# Del mio meglio n. 7
Del mio meglio n. 7 è una raccolta della cantante italiana Mina, pubblicata nell'aprile 1983 dalla PDU con distribuzione EMI Italiana.

## Descrizione
Riprende la serie di raccolte Mina...del mio meglio iniziata nel 1971 (con la prima intitolata semplicemente Del mio meglio); alla fine (2006) saranno pubblicati 10 volumi, l'ultimo dei quali, insieme ai precedenti, sarà inserito esclusivamente nel cofanetto a tiratura limitata detto "Monster Box" intitolato Ascoltami, Guardami con il libro Disegnata, fotografata.
Quasi subito dopo viene pubblicato il primo cofanetto della serie (PDU PLB 2001/7) che contiene in formato LP i primi 7 volumi editi fino a questa data.
Nel 2001, le prime 9 compilation, rimasterizzate su CD, sono state racchiuse in un box/strenna a forma di cubo.
Originariamente queste raccolte erano presenti nella discografia ufficiale dell'artista, ma nel 2012 sono state tutte rimosse.
Questa antologia contiene l'inedito su album Ancora, ancora, ancora, precedentemente pubblicato sul celebre 45 giri del 1978 che ha sul lato A la versione disco di Città vuota. Entrambe le canzoni, eseguite dal vivo da Mina nell'ultimo concerto del 23 agosto 1978 al teatro tenda "Bussoladomani", sono contenute nell'album Mina Live '78.
Prima edizione su CD del 1983 (PDU CDP 7467652), rimasterizzata nel 2001 a cura della EMI Italiana (5365692).

## Tracce
L'anno indicato è quello di pubblicazione dell'album d'appartenenza (di cui nasconde il link).
Lato A
1. Michelle – 5:30 (John Lennon, Paul McCartney; edizioni musicali Ritmi e canzoni) – 1976
2. Anche tu – 4:56 (testo: Cristiano Minellono – musica: Beppe Cantarelli; edizioni musicali PDU) – 1979
3. Emozioni – 4:35 (testo: Mogol – musica: Lucio Battisti; edizioni musicali Acqua azzurra) – 1975
4. Sensazioni – 4:47 (Massimiliano Pani, Valentino Alfano; edizioni musicali PDU) – 1979
5. Da capo – 3:16 (testo: Marco Luberti – musica: Riccardo Cocciante; edizioni musicali PDU/Jeans/RCA) – 1977

Lato B
1. Fiori rosa fiori di pesco – 3:04 (testo: Mogol – musica: Lucio Battisti; edizioni musicali Acqua azzurra) – 1975
2. Ancora, ancora, ancora – 4:19 (testo: Cristiano Malgioglio – musica: Gian Pietro Felisatti; edizioni musicali PDU/Insieme) – Inedito su album
3. Don't Take Your Love Away – 9:05 (testo: Lee Hatim – musica: Isaac Hayes; edizioni musicali D.R.) – 1979
4. Dieci ragazzi (Dieci ragazze) – 2:36 (testo: Mogol – musica: Lucio Battisti; edizioni musicali Fama/El & Chris) – 1975
5. Devo tornare a casa mia – 3:50 (Luigi Clausetti alias Ascri; edizioni musicali PDU) – 1973

## Arrangiamenti e direzioni orchestrali
- Gianni Ferrio - Michelle
- Beppe Cantarelli - Anche tu, Sensazioni
- Gabriel Yared - Emozioni, Fiori rosa, fiori di pesco, Dieci ragazzi
- Alberto Visentin - Da capo
- Alberto Nicorelli - Ancora, ancora, ancora
- Shel Shapiro - Don't Take Your Love Away
- Natale Massara - Devo tornare a casa mia